# Estación de Seguimiento de Satélites de Villafranca del Castillo
Estación de Seguimiento de Satélites de Villafranca del Castillo (VILSPA) es una estación terrestre de satélite creada en 1975 en España, a 30 kilómetros al norte de la ciudad de Madrid en Villanueva de la Cañada, dentro de la zona del Centro Europeo de Astronomía Espacial (ESAC). Se opera remotamente desde el ESOC en Alemania.
La estación opera a fecha de 2017 una antena de banda S de 15m marcada VIL-1 capaz de seguimiento automático, rango, frecuencia y medidas de tiempo, monitoreo, control y comunicaciones bidireccionales. Otras instalaciones ofrecen mediciones de seguimiento, telemetría, telemando y radiométricas.
En 2014, VIL-1 fue modernizado para utilizar el sistema SARAS para la adquisición rápida de satélites y lanzadores, lo que permite una estimación más fácil de la dirección del haz, y a su vez incrementa la precisión y exactitud del seguimiento .
En el año 2012 la primera antena de la Estación de Villafranca, construida en 1974 y designada VIL-1, se transfirió al Instituto Nacional de Técnica Aeroespacial que le dedicó al proyecto de Cooperación a través de la Educación en la Ciencia y la Astronomía (CESAR). A fecha de 2017, se utiliza como radiotelescopio con fines educativos.